# 방걸
방걸(方傑)은 중국의 사대기서(四大奇書) 중 하나인 《수호전》(水滸傳)에 등장하는 인물로, 방랍(方臘) 휘하의 무장이다. 직책은 금오상장군(金吾上將軍)이고, 방랍의 조카이자 흡주에서 노준의에게 죽은 방후(方垕)의 손자이다. 방천화극의 명수이다.

## 생애
방걸은 양산박군이 방랍의 황궁이 있는 청계현(靑溪縣)까지 쳐들어오면서 승상인 누민중(婁敏中)이 방랍에게 내보낼 선봉을 물어보면서 언급된다. 방걸은 할아버지인 방후가 노준의에게 죽임을 당하자 선봉을 자원한다. 방걸은 두미(杜微)를 부장으로 삼고, 어림군(御林軍) 만 삼천과 아장(牙將) 삼천 명을 이끌고 출진한다. 양산박군의 진명과 일대일로 대결을 하는데 30여합을 싸워도 승부가 가려지지 않는다. 그때 부장인 두미가 끼어들어 방걸의 뒤에서 진명의 얼굴을 향해 비도(飛刀)를 던지고, 진명은 몸을 굽혀 비도를 피하지만 방걸은 그 틈을 놓치지않고 방천화극을 내질러 진명을 죽인다. 그 후 방걸은 또 다른 호걸이 있으면 나와보라고 소리친다. 그러나 거짓 항복으로 청계현에 숨어 들어가 있던 이준 등 양산박의 수군 두령들이 성 안에 불을 질러 방랍군은 혼란에 빠졌고, 방걸은 방랍을 호위해 방원동(幇源洞)으로 도주한다. 방원동에서 농성을 하다가 관승과 일대일 대결을 하는데, 화영, 이응, 주동이 합세해서 공격해오자 견디지 못하고 도주한다. 이때 가명인 '가인(柯引)'으로 아군인척 위장하고 있던 시진이 방걸의 앞을 가로막고, 방걸은 말에서 내려 도주하려 하는데 시진이 창으로 찔러 넘어뜨리고, 시진의 뒤에 있던 연청이 한칼에 방걸을 죽인다.

## 같이 보기
- 수호전
- 방랍
- 두미
- 진명
- 시진
- 연청